# Sindicato dos Arquitetos no Estado do Rio Grande do Sul
O Sindicato dos Arquitetos no Estado do Rio Grande do Sul – SAERGS é uma associação representativa da categoria dos arquitetos e urbanistas de seu Estado. Teve sua carta sindical assinada em 09 de novembro de 1973. Sua primeira diretoria eleita tomou posse em 1974 . O SAERGS está sediado na cidade de Porto Alegre, RS.
Como estabelece a Constituição da República de 1988, art. 8º, “ao sindicato cabe a defesa dos direitos e interesses coletivos e individuais da categoria, inclusive em questões judiciais ou administrativas” . De outra parte, a Consolidação das Leis do Trabalho – CLT, art. 513, determina que são prerrogativas dos sindicatos: “a) representar, perante as autoridades administrativas e judiciárias os interesses gerais da respectiva categoria ou profissão liberal ou interesses individuais dos associados relativos á atividade ou profissão exercida; b) celebrar contratos coletivos de trabalho” , dentre outras.
Além de sua tarefa precípua - de defesa dos direitos e interesses da categoria - o SAERGS atuou ao longo dos anos nos mais diversos temas como, por exemplo: em campanhas de valorização profissional e de melhoria das condições de trabalho e salários; em campanhas de esclarecimento da população quanto às atribuições dos arquitetos e urbanistas; na oferta de benefícios e convênios, prestação de assessoria jurídica e contábil aos profissionais; na promoção da premiação “Arquiteto e Urbanista do Ano”; na luta pela redemocratização do país, nas Diretas Já, nas pautas mais gerais da classe trabalhadora, nas políticas públicas de interesse social vinculadas à urbanização, às cidades e à habitação, dentre outros .

## História

### Da Associação Profissional ao Sindicato dos Arquitetos
A assinatura da carta sindical do SAERGS, ato formal que marca o início de sua existência, ocorreu em 1973. No entanto, o processo que culminaria com a constituição da entidade é longo. A fundação do Sindicato dos Arquitetos arremata um trabalho que principia em 1969 com a formação da Associação Profissional dos Arquitetos de Porto Alegre (APA). É essa entidade que, posteriormente, dá origem ao SAERGS.
A iniciativa de fundar uma Associação Profissional como meio para criar um sindicato seguia à risca resolução do VI Congresso Brasileiro de Arquitetos, organizado pelo Instituto de Arquitetos do Brasil (IAB), e realizado em Salvador, na Bahia, em 1966. Por força da legislação, para criar um sindicato era necessário haver uma associação profissional . A perspectiva era de que a futura entidade funcionaria para questões específicas relacionadas à disputa capital/trabalho e na defesa dos arquitetos assalariados, algo para o qual os IABs não tinham competência legal. Conforme argumenta Newton Burmeister, ex-dirigente do SAERGS e ex-presidente da Federação Nacional dos Arquitetos e Urbanistas (FNA), “sopa é com colher, não tem como comer com garfo. O Sindicato foi a nossa colher para comer essa sopa sindical” . A Associação Profissional, e como consequência dela, o Sindicato, eram instrumentos com finalidade muito bem definida.
Há ambiguidade sobre a data da reunião que cria a APA. O livro de presenças da Assembleia Geral, assinado por trinta e três profissionais, registra o dia 28 de outubro de 1969. Já a ata da reunião apresenta o dia 3 de dezembro de 1969. Seja como for, essa reunião ocorreu um ano após ser decretado o Ato Institucional nº 5  que concedia poderes extraordinários ao Executivo Federal e suspendia garantias legais, abrindo o período de endurecimento da repressão durante a ditadura militar. Neste contexto, organizar uma entidade com vistas a dar origem a um sindicato de trabalhadores era um ato de coragem.
O IAB – Departamento Rio Grande do Sul – liderou este processo no Estado. Foi Demétrio Ribeiro quem abriu a reunião de fundação da APA. Na condição de presidente do IAB/RS, nada mais natural. Ele, no entanto, jamais participaria das diretorias da APA, tampouco do SAERGS. Essa reunião foi realizada na própria sede do Instituto, na rua Prof. Annes Dias, Centro da capital gaúcha.
Na mesma reunião, em 1969, é apresentado e aprovado estatuto da Associação e indicada chapa para dirigi-la. Na ata, consta que foi “sugerida uma chapa composta dos arq. Breno F. [Falcão] Motta, L. [Luiz] C. [Carlos] Xavier, Regina Cutin, para pres. [presidente], sec. [secretário], tez. [tesoureiro], respectivamente com Guaracy M. [Miguel da] Conceição, C. [Cláudio] Ferraro, Clovis [Ilgenfritz da] Silva como suplentes e mais o conselho fiscal Paulo V. [Vianna] Bopp, Benno Sperhacke e Militão M. [de Morais] Ricardo para titulares, com Ivone Manske, Nelson Medeiros e Emil Bered como suplentes” . O mesmo documento deixa explícita a ansiedade em tornar a associação um sindicato.  Registra a ata: “o arq. A. [Alfredo José] C. [Chagas] Porto Alegre solicita que conste em ata que a associação deverá promover no menor prazo possível sua transformação em sindicato”..
A carta sindical só foi assinada anos depois, em 9 de novembro de 1973, durante o governo do militar Emilio Garrastazu Médici. Quem assina a carta é o Ministro de Estado dos Negócios do Trabalho e Previdência Social, Júlio Barata. A solenidade de entrega da carta sindical ocorreu em 15 de janeiro de 1974, no auditório da sede do IAB/RS. Em seu pronunciamento, Clovis Ilgenfritz da Silva, então presidente da APA, destacou que, além da atitude reivindicatória de questões próprias para a categoria profissional, o Sindicato “tem também uma missão a desempenhar, que é a missão de colaborar para traçar as linhas de desenvolvimento da nossa nação e, principalmente, da nossa região” . Já o representante do Ministério do Trabalho, o Delegado Regional do Trabalho Guido Moesch, afirmava que “um sindicato autêntico precisa ser órgão de colaboração, não pode ser órgão de contestação. Deve ter independência, mas não usar esta independência só para contestar, precisa integrar-se para ajudar as autoridades do poder público a realizar estas funções que visam, principalmente, à realização do bem comum” . O representante do ministro do Trabalho apresentava, assim, entendimento oficial sobre como deveriam funcionar os sindicatos. Eles não deveriam ser espaços de resistência ou oposição ao regime, mas entidades que trabalhassem cooperativamente com o governo autoritário.

### As primeiras gestões do SAERGS
No dia 16 de abril de 1974, foram realizadas as eleições da diretoria e do conselho fiscal da entidade. No dia 13 de maio do mesmo ano, foi realizada a cerimônia de posse da primeira diretoria do SAERGS . Essa diretoria inaugural tinha tarefa duplamente complicada: construir um sindicato e fazê-lo em meio a um período de forte repressão. A presidência da entidade foi ocupada, nas três primeiras gestões (1974-1977, 1977-1980 e 1980-1983), por Clovis Ilgenfritz da Silva.
O Sindicato dos Arquitetos foi sediado provisoriamente no edifício do IAB/RS, na rua Prof. Annes Dias. Somente em 1978, a entidade teria sede própria. A transferência deu-se no dia 8 de abril de 1978 . A pequena casa da década de 1920 na rua José do Patrocínio foi cedida ao Sindicato para uso gratuito pelo patrimônio da União. O edifício era antigo, em condições precárias, mas o SAERGS, a partir de então, contava com sede própria. As reformas necessárias foram feitas através de doações de empresas e de profissionais do Estado. José Guilherme Piccoli relata esse início. “Com o apoio do arquiteto Carlos Alberto Medeiros Morganti, nosso colega, responsável pelo Patrimônio da União na Capital, foi-nos entregue esta casa, hoje sede do Sindicato. Tratava-se, na época, de uma casa abandonada, deteriorada, com infiltrações, cupim, enfim, cheia de problemas. (...) Iniciamos, então, o processo, solicitando colaborações dos colegas e botando a mão na massa. Colocamos tapume de proteção em frente da obra, procurei ajuda dos meus fornecedores, conseguindo materiais, como vidros, tintas, madeira, material elétrico, etc” .
Entre meados da década de 1970 e o início da década de 1980, o Brasil passou por uma expressiva ampliação do movimento sindical e por importantes greves, principalmente na região do ABC Paulista .
Além das atividades relacionadas especificamente ao universo da arquitetura e urbanismo, o SAERGS participou, neste momento, do movimento sindical brasileiro mais amplo. Há manifestações no veículo de comunicação Sindicato, o jornal Arquiteto/RS , apoiando os movimentos grevistas do ABC Paulista de 1978 a1979. Representantes da entidade estiveram presentes na 1ª Conferência Nacional da Classe Trabalhadora (Conclat), ocorrida no ano de 1981, em Praia Grande, São Paulo . Nesta conferência, foram colocadas em confronto as concepções sindicais mais autônomas e o movimento sindical tradicionalmente atrelado e tutelado pelo Estado. Nesta primeira Conclat, o Sindicato expôs um documento apresentando a proposta do Programa de Assistência Técnica Gratuita ao Projeto e Construção da Moradia Econômica para Pessoas de Baixa Renda, o programa ATME.
Ainda neste período, ampliando o campo de atuação do SAERGS, foram realizadas atividades para além das lutas políticas e da relação com o movimento sindical. Em 1979, foi realizada a 1ª Semana Gaúcha de Arquitetura, com exposições, mostra de projetos, debates e atividades culturais. Já em dezembro de 1982, ocorreu a primeira Rústica dos Arquitetos . Essa competição esportiva teve vida longa – durou mais de 15 anos  – e seu organizador foi Paulo Edi Rivero Martins. A rústica, corrida de 10 km por Porto Alegre, fez parte do calendário esportivo da cidade.

### Gestões de continuidade – Hermes Puricelli, Helga Pereira e Eduardo Vieira
Quem enfrentou o desafio de assumir a presidência do SAERGS após as três gestões sucessivas encabeçadas por Clovis Ilgenfritz da Silva foi Hermes de Assis Puricelli. Ele tomou posse no ano de 1983, acompanhado de um grupo diretivo renovado. No entanto, apesar da substituição de boa parte dos quadros da direção, esse grupo manteve continuidade programática e ideológica com as gestões anteriores. Como afirma Hermes Puricelli, “a gente era um grupo que era quase ‘filho’ do Clovis. Como eu falei anteriormente, a gente veio pra cá e o Clovis era uma referência, uma liderança. (...) A transição entre as gestões foi tranquila porque, na verdade, a gente era o grupo da diretoria e não havia uma oposição” .
Essa gestão participou da fundação da Central Única dos Trabalhadores (CUT), no ano de 1983, na cidade de São Bernardo do Campo  e da fundação da CUT/RS em 1984 . Acompanhou ainda a mobilização pelas Diretas Já, organizando a categoria e participando das manifestações públicas em apoio a esse reclame popular .
A gestão seguinte, 1986 -1989, foi presidida por Helga Correa Pereira, primeira mulher no comando do SAERGS. A nominata dessa diretoria trazia muitas mulheres ocupando papeis importantes na entidade. Exemplos são a vice-presidente Glenda Pereira da Cruz, a primeira diretora secretária Nara Helena N. Machado e a segunda diretora secretária Ilse Rosito Dicki. Essa gestão manteve-se alinhada com as gestões anteriores. Como afirma Helga, sua gestão como presidente, “foi uma continuidade. O Clovis e o grupo mais antigo foram para a FNA [Federação Nacional dos Arquitetos e Urbanistas] e nós, os mais novos, ficamos no Sindicato” .
Nesse mesmo período, o grupo que atuava na entidade começou a questionar a necessidade de manter ativo um sindicato como o dos arquitetos. O motivo era simples. Boa parte dos profissionais assalariados passou a ser representada (e a se sentir representada) pelos sindicatos de servidores públicos. Uma alteração na legislação foi a causadora desse cenário.
A CLT (Consolidação das Leis do Trabalho, decreto lei nº 5.452/43), desde 1943, determinava em seu art. 566 que “não podem sindicalizar-se os servidores do Estado e os das instituições paraestatais” . Já a Constituição da República de 1988 passou a regulamentar a questão de maneira diferente. Em seu art. 37, inciso VI, indicava que “é garantido ao servidor público civil o direito à livre associação sindical” . Desta forma, a Constituição, aprovada em 1988, durante a gestão do SAERGS presidida por Helga, trouxe novo entendimento sobre a representação do servidor público. Como consequência, houve um incremento do número de sindicatos de servidores e a migração dos arquitetos para estas entidades. O dilema gerado por este fato está no depoimento de Helga, quando afirma que “nós não tínhamos mais base para defender enquanto Sindicato, nós achávamos isso” . Imaginou-se, inclusive, criar outra entidade a partir da fusão entre o IAB e o SAERGS, mas a ideia não foi adiante.
Em 1989, Eduardo Nunes Vieira assumiu a presidência do SAERGS. Foi no mesmo ano em que Olívio Dutra, do Partido dos Trabalhadores, iniciou o mandato na Prefeitura de Porto Alegre. A gestão presidida por Eduardo (1989-1992) foi a última de um grande ciclo. Desde 1974, as gestões que se sucederam eram identificadas politicamente. Apesar da incorporação de novos quadros, a linha de atuação mantinha-se. Contudo, essa gestão terminou em meio a uma crise de interesse iniciada já anteriormente.
O aparecimento dos sindicatos de servidores públicos impôs uma interrogação sobre a razão de existir da entidade. Na compreensão das pessoas envolvidas com o SAERGS, ele foi perdendo a base definida. Era uma situação delicada. Por um lado, os assalariados passavam a não identificar no Sindicato dos Arquitetos o seu representante na defesa de direitos e interesses. Por outro lado, representar profissionais empregadores e autônomos estava fora de questão por diversos motivos: pela trajetória histórica da entidade, pela existência do IAB, etc. A diretoria achava que seu período de atuação havia encerrado. É Helga quem afirma, “a nossa ideia era de que, enquanto Sindicato de Arquitetos, já havia passado o ciclo. Nós já tínhamos feito o nosso papel, que era mostrar para os arquitetos, e nós também nos convencermos, da importância do arquiteto enquanto trabalhador como os outros. Nós não tínhamos mais base para defender enquanto Sindicato, nós achávamos isso” .

### Crise, descontinuidade e a turbulenta década de 1990
Na metade do ano de 1992, momento final da gestão de Eduardo Nunes Vieira, abriu-se um processo eleitoral. Nenhuma chapa se apresentou para concorrer à direção do SAERGS. Evidenciava-se a crise. Os dirigentes sindicais do período, que já vinham trabalhando nas gestões anteriores, não vislumbraram a possibilidade de montar uma chapa de situação. Sugeriu-se, inclusive, extinção do Sindicato. No entanto, um grupo de alguns poucos arquitetos assumiu a diretoria por três meses para responderem por sua administração. Este tempo foi o necessário para encaminhar o processo eleitoral, a sucessão e, consequentemente, a manutenção do Sindicato. O presidente interino deste momento, Eduardo Bimbi, relembra o momento: “Mas eu me lembro dessa reunião em que foi dito que não havia interesse em ter a disputa eleitoral, que não havia pessoas interessadas. Eu estava ali, eu era suplente da diretoria e, sinceramente eu tinha interesse em participar. Ninguém tinha me consultado e estavam dizendo que não tinha. E havia mais dois diretores que eram suplentes na época, que eram a Deonice Romero dos Santos e Ilton [Luís] Schuler [da Silva], que também eram suplentes e também tinham algum interesse.” .
Curiosamente, nas eleições chamadas por este grupo, apresentaram-se duas chapas para concorrerem ao Sindicato: a Chapa 1 (Ampliação), encabeçada por Sérgio Horst, e a Chapa 2 (Alternativa), encabeçada por Carlos Edison Araújo da Silveira. Candidato pela Chapa 1, André Huyer relata como foi esta eleição: “Foi um pleito muito correto, muito elegante. O pessoal da outra chapa tinha a mesma preocupação que nós tínhamos, de não deixar fechar o Sindicato, e até, se não me engano, teve gente da outra chapa que colaborou depois na nossa diretoria. Foi uma coisa muito positiva”.
A chapa vencedora foi encabeçada por Sérgio Horst. Sua composição apresentava algumas poucas pessoas que já haviam participado de gestões anteriores. A grande maioria era de iniciantes na lida sindical. A renovação fora extensa. Rompera-se a continuidade com a memória da entidade e com a linha política sustentada desde a fundação do SAERGS. E, segundo o próprio presidente da nova gestão, esta era uma chapa formada fundamentalmente por profissionais autônomos. Afirma ele que “a minha chapa pendia mais para o arquiteto autônomo. Se formos ver a composição, tanto os seis titulares quanto os suplentes... se tiver um ou dois ali que tinham vínculo com órgão público, era muito” .
Como a situação de esvaziamento da entidade era grande, essa gestão, inicialmente, esforçou-se por manter o Sindicato em atividade. André Huyer recorda-se de que “como o Sindicato estava em uma linha descendente até então, quando a nossa diretoria assumiu foi um caos. Em um dia, corta a água, no outro dia, corta a energia elétrica, noutro dia, corta o telefone” .
Ao final da gestão, Sérgio Horst candidata-se novamente à presidência e vence as eleições para o triênio 1995-1998. Em sua segunda gestão, mais precisamente no ano de 1998, há uma grande reformulação na diretoria. O presidente e o vice-presidente afastam-se. Havia, segundo o presidente, divergências sobre a linha política a adotar. O clima de disputa interna acirrou-se, o que contribuiu para seu afastamento. Juarez Ribeiro assumiu interinamente para a transição e, fazendo balanço do momento, relembra: “fui indicado por um grupo que queria uma atuação mais agressiva do Sindicato em relação às questões sindicais. Questões trabalhistas, profissionais, valorização profissional. Eles achavam que deveria sair da acomodação que estava passando o Sindicato para uma melhor divulgação da profissão e melhor atuação” .
A gestão seguinte, triênio 1998-2001, presidida por Werner Schneider, também foi atribulada. Na ata da 21ª reunião de diretoria, realizada no dia 27 de maio de 1999, é apresentado o pedido de licenciamento do presidente Werner Schneider e do vice-presidente Wanderlei Alíbio, bem como a renúncia da primeira diretora secretária Deonice Romero dos Santos. Esta última indica o motivo dos afastamentos, ao afirmar que “na verdade, os próprios membros da diretoria tinham objetivos diferentes” . Logo após, a diretoria é recomposta e completa o período do mandato.
Ainda em meio a essa turbulenta década de 1990, foi criada a premiação do Arquiteto do Ano. Sua primeira edição ocorreu no ano de 1996, durante a gestão presidida por Sérgio Horst. Ela foi idealizada por André Huyer, à época, primeiro diretor secretário. A intenção era laurear o arquiteto de maior destaque do ano e trazer mais visibilidade para a profissão. Sobre a premiação do Arquiteto do Ano, Huyer afirma, “desde formado, eu já pensava nessa questão. Como os arquitetos podem ser mais reconhecidos pela sociedade de uma maneira geral? Outras entidades e profissões fazem o profissional do ano do seu ramo. Essa foi uma ideia que eu já tinha apresentado de uma maneira muito embrionária, e lançado, até para outras entidades. Depois que eu passei a participar do Sindicato dos Arquitetos, eu propus: por que a gente não faz isso aqui?” .
O primeiro Arquiteto do Ano foi o profissional Alberto Giusepe Pio Adomilli, escolhido por ter seu trabalho vencedor do concurso público nacional de arquitetura Porto dos Casais. Posteriormente, ano a ano, a premiação foi sendo repetida, tendo sido interrompida de 2007 a 2010. Em 2011, a premiação foi retomada e houve alteração do seu nome para “Arquiteto e Urbanista do Ano” e em 2013 foram criadas categorias distintas de premiação: Categoria trajetória profissional; Categoria jovem profissional; Categoria obra, ação ou trabalho destaque.

### Os anos 2000 e o debate sobre o Conselho de Arquitetura e Urbanismo
O final da década de 1990 e a primeira década dos anos 2000 foram períodos em que a saída dos arquitetos e urbanistas do sistema Confea/Crea e a criação de um conselho profissional próprio eclipsaram outros debates. A gestão presidida por Werner Schneider (1998-2001), e interinamente presidida por André Fernando Muller (a partir de maio de 1999), apresentavam-se reticentes em relação à proposta do novo conselho. Entendiam que a reivindicação era de um conjunto inexpressivo de profissionais e que merecia ser mais suficientemente discutida . Em outros momentos, apoiavam a causa, mas cautelosamente, e sob a condição de que se realizasse um amplo processo de discussão com a categoria ou um plesbicito nacional para verificar a posição dos profissionais do país . Não faziam defesa categórica e irrestrita.
Em periódico da entidade de setembro/outubro de 2000, o então presidente do SAERGS, André Fernando Muller, contestava o que entendia ser uma manobra política em favor da tese da criação do conselho próprio. Segundo ele, o esvaziado XVI Congresso Brasileiro de Arquitetos, realizado em Cuiabá naquele ano, aprovara em plenária final “documento elaborado em reunião paralela do Conselho Superior do IAB, e que veio pronto à plenária” . A “Decisão de Cuiabá” afirmava ser “irreversível a união de arquitetos e urbanistas e suas entidades em torno da construção de uma Lei Federal que regule o exercício da profissão”. Contestando incisivamente o processo de construção desta decisão, Muller argumentava: “não é esta a maneira democrática de tomar decisões em nome dos 80.000 arquitetos brasileiros” .
A partir dos anos 2000, as gestões passaram a gozar de maior estabilidade. Não há importantes reformulações, recomposições ou troca de parte relevante da diretoria.
Nas gestões presididas por Cesar Fasoli (2001-2004 e 2004-2007), o discurso em relação à criação do conselho profissional próprio muda. Suas gestões empenharam-se em contribuir com a unidade entre as entidades de arquitetos e urbanistas para viabilização deste projeto. Neste sentido, um dos fatos importantes ocorridos na primeira década dos anos 2000 foi a criação do Fórum das Entidades Estaduais de Arquitetos. A criação deste fórum, no ano de 2002 , tinha vários objetivos, mas no centro dele esteve o trabalho coordenado das entidades – o que já acontecia nacionalmente com o Colégio de Entidades de Arquitetos – para a criação do Conselho de Arquitetura e Urbanismo.
Ao longo da última gestão presidida por André Muller (2008 e 2010), acirrou-se novamente o antagonismo entre os que lutavam pela criação do Conselho de Arquitetura e Urbanismo e os que mantinham o questionamento sobre a saída do sistema Confea/Crea. Majoritariamente, o grupo que dirigia o Sindicato era contrário à criação do conselho próprio . Isto criou um mal-estar entre o SAERGS e as demais entidades, isolando o Sindicato das entidades de arquitetura do Estado que compunham o Fórum de Entidades Estaduais de Arquitetos.
Em 2011, a diretoria presidida por Cicero Alvarez venceu as eleições com a proposta de adesão à implantação do CAU, que havia sido sancionado pelo presidente da República Luiz Inácio Lula da Silva em dezembro de 2010. Esta gestão participou efetivamente do processo de implantação do CAU no Rio Grande do Sul. Buscando retomar a orientação política da entidade re-filiou o SAERGS à CUT-RS. E em 2013 deu início às comemorações do aniversário de 40 anos da entidade.

## Diretorias do SAERGS
Antes de apresentar a lista das diretorias da Associação Profissional dos Arquitetos de Porto Alegre (APA) e do Sindicato dos Arquitetos (SAERGS) cabe uma explicação sobre a forma como elas estão expostas. O estatuto do SAERGS indicava somente a existência dos cargos de Presidente, Vice-Presidente, Primeiro Diretor Secretário, Segundo Diretor Secretário, Primeiro Diretor Tesoureiro, Segundo Diretor Tesoureiro e seis suplentes. Além desses, os Conselheiros Fiscais e seus suplentes. Quaisquer outras Diretorias, Departamentos, Grupos de Trabalho, Delegacias Regionais ou outras formas de organização político-administrativa não estavam definidas estatutariamente. Essa situação só se alterou com a mudança do estatuto da entidade realizada no ano de 2012. De qualquer forma, optamos por incluir todas as Diretorias, Departamentos, Grupos de Trabalho, Delegacias Regionais e outros nesta cronologia, com seus respectivos arquitetos e urbanistas responsáveis.

### Associação Profissional de Arquitetos de Porto Alegre, gestão 1969 a 1972
- Presidente: Breno Falcão da Motta
- Secretário: Luiz Carlos Xavier
- Tesoureira: Regina Cutin
- Suplentes: Guaracy Miguel da Conceição, Cláudio Ferraro, Clovis Ilgenfritz da Silva
- Conselho Fiscal Titular: Paulo Vianna Bopp, Benno Sperhaken, Militão de Morais Ricardo
- Conselho Fiscal Suplente: Ivone Manske, Nelson Medeiros, Emil Achutti Bered

### Associação Profissional de Arquitetos de Porto Alegre, gestão 1972 a 1973
- Presidente: Clovis Ilgenfritz da Silva
- Vice Presidente: Regina Cuttin
- Secretário: Claudio Roberto Zoratto D’Afflitto Casaccia
- Segundo Secretário: Ruy Otavio Florin
- Tesoureiro: José Guilherme Piccoli
- Segundo Tesoureiro: Nestor Torelly Martins
- Conselho Fiscal: Milton Libel, Ignez Dávila Pinto, Breno Falcão da Motta, Newton Paulo Baggio, Vinicius Dani, Antônio Bortolozzo

### Gestão 1974-1977
- Presidente: Clovis Ilgenfritz da Silva
- Vice-Presidente: Alfredo José Chagas Porto Alegre
- Primeiro Diretor Secretário: Carlos Max Moreira Maia
- Segundo Diretor Secretário: Claudio Roberto Zoratto D’Afflitto Casaccia
- Primeiro Diretor Tesoureiro: José Guilherme Piccoli
- Segundo Diretor Tesoureiro: Antônio Bortolozzo
- Suplentes: Iventon Porto Torres; Antonio Carlos Manieri Rasso, Herberto Luiz Brandão, Caio Tacito Rauber, Cesar Dorfman, Nestor Torelly Martins
- Conselho Fiscal: Oscar Souza Trindade, Renzo Antonio Franceschini, Carlos Marc Rosário
- Conselho Fiscal Suplente: David Leo Bondar, Newton Burmeister, Edenor Buchholz
- Delegados Representantes: Clovis Ilgenfritz da Silva, Alfredo José Chagas Porto Alegre. Delegados Representantes Suplentes: Jorde Decken Debiagi, Ivan Gilberto Borges Mizoguchi

### Gestão 1977-1980
- Presidente: Clovis Ilgenfritz da Silva
- Vice-Presidente: Newton Burmeister
- Primeiro Diretor Secretário: Claudio Roberto Zoratto D’Afflitto Casaccia
- Segundo Diretor Secretário: Moacir José Fellin
- Primeiro Diretor Tesoureiro: José Guilherme Piccoli
- Segundo Diretor Tesoureiro: Cesar Dorfman
- Suplentes: Edenor Bulchholz, Helena Machado, Lenora Alencastro, Newton Baggio, Gerd Zander, Sérgio Amílcar Corvello Rodrigues
- Conselho Fiscal: Carlos M. Rosário, Carlos Maximiliano Fayet, Antônio Bortolozzo
- Conselho Fiscal Suplente: José Albano Volkmer, Ignês D’Avila Pinto, Carlos Max Moreira Maia
- Delegados Representantes: Clovis Ilgenfritz da Silva, Newton Burmeister
- Delegados Representantes Suplentes: Cláudio Roberto Zoratto D’Afflitto Casaccia, Alfredo Porto Alegre

### Gestão 1980-1983
- Presidente: Clovis Ilgenfritz da Silva
- Vice-presidente: Luiz Antônio Volcato Custódio
- Primeiro Diretor Secretário: Paulo Coaraciara Neu Cassiano
- Segunda Diretora Secretária: Glenda Pereira da Cruz
- Primeiro Diretor Tesoureiro: Sérgio Amilcar Corvello Rodrigues
- Segunda Diretora Tesoureira: Rosa Maria Garcia Rolim de Moura
- Suplentes: Cid Coirolo de Almeida, Cláudio Roberto Zoratto D’Afflitto Casaccia, Cairo Albuquerque da Silva, Helga Correa Pereira, Günter Weimer, Eduardo Martinez
- Conselho Fiscal: Newton Burmeister, Carlos Maximiliano Fayet, Cesar Dorfman
- Conselho Fiscal Suplente: Luis Carlos Macchi da Silva, José Guilherme Piccoli, José Albano Volkmer
- Delegados Representantes: Clovis Ilgenfritz da Silva, Luiz Antônio Volcato Custódio Delegados Representantes Suplentes: Newton Burmeister, Cláudio Roberto Zoratto D’Afflitto Casaccia
- DELEGACIAS: Delegacia de Caxias do Sul – Delegada titular: Vera Lucia Dutra Vila Santos; Delegado suplente: Gelindo Antoniazzi; Delegacia Santa Maria – Delegado titular: José Antonio Brenner de Brenner; Delegado suplente: Berenice Munarski Jobim
- DEPARTAMENTOS: Departamento de Legislação Profissional: Coordenador: Nestor Torelly Martins; Suplente: Cid Coirolo de Almeida; Secretário: Cairo Albuquerque da Silva; Assessor Jurídico: Adv. Marco Túlio de Rose; Departamento de Desenvolvimento Profissional: Coordenador: Newton Burmeister; Suplente: Ruth Konitz; Secretária: Carmen Lúcia Stein Barcelos; Comissão Programa ATME: Coordenador: Luiz Eduardo Fontoura Teixeira; Secretário: Airton Cattani; Departamento de Promoções e Divulgação: Coordenador: Hermes de Assis Puricelli; Suplente: Mairis Cavalheiro; Secretárias: Denise Pinheiro e Iara Knijnik; Conselho Editorial Jornal Arquiteto-RS: Clovis Ilgenfritz da Silva, Luiz Antônio Volcato Custódio, Hermes de Assis Puricelli, Cláudio Roberto Zoratto D’Afflitto Casaccia, Rosa Maria Garcia Rolim de Moura, Cid Coirolo de Almeida; Departamento de Assistência à Saúde: Coordenador: José Guilherme Piccoli; Suplente: Fernando Boeira Leonetti; Secretária: Carmen Lúcia Stein Barcelos; Departamento de Esportes: Coordenador: Dalton R. Pacheco Bernardes; Suplente: Milton Libel; Secretário: Paulo Coaraciara Neu Cassiano; Comissão de Sede: Coordenador: Jorge Decken Debiagi; Edenor A. Buchholz, José Guilherme Piccoli, Newton Burmeister, José Carlos Barcellos Campos, Sérgio Amilcar Corvello Rodrigues.
- REPRESENTAÇÕES: Crea-RS:Titular: Newton Burmeister; Suplente: Cairo Albuquerque da Silva; Intersindical: Clovis Ilgenfritz da Silva, Luiz Antônio Volcato Custódio, Mairis Cavalheiro; Conselho de Defesa do Patrimônio Natural do Rio Grande do Sul: Sergio Amilcar Corvello Rodrigues, Glenda Pereira da Cruz; FRACAB: Luiz Antônio Volcato Custódio.

### Gestão 1983-1986
- Presidente: Hermes de Assis Puricelli
- Vice-presidente: Sérgio Amilcar Corvello Rodrigues
- Primeira Diretora Secretária: Helga Correa Pereira
- Segunda Diretora Secretária: Nara Helena Machado
- Primeiro Diretor Tesoureiro: Jorge Freitas Borges
- Segunda Diretora Tesoureira: Ilse Rosito Dicki
- Suplentes: Eduardo Nunes Vieira, Carmen Lucia Stein Barcellos, Claudio Costa Ebbesen, Günter Weimer, Mairis Cavalheiro, Cezar Augusto Prates Pereira da Silva
- Conselho Fiscal: Clovis Ilgenfritz da Silva, Fernando Gonzáles, Newton Burmeister
- Conselho Fiscal Suplente: José Antonio Brenner de Brenner, Vera Lucia Dutra Vila Santos, Fernando Weck dos Santos.
- Delegados representantes na Federação: Efetivos – Hermes de Assis Puricelli, Lúcia Dóris Anicet Lisboa; Suplentes – Cairo Albuquerque da Silva, Cid Coirolo de Almeida.
- Departamento de Legislação Profissional: Coordenadora: Lúcia Dóris Anicet Lisboa
- Departamento de Desenvolvimento Profissional: Coordenadora: Ruth Konitz
- DELEGACIAS: Caxias do Sul – Titular: Vera Lúcia Dutra Vilas Santos; Santa Maria – Titular: Flavio Medina; Passo Fundo – Titular: Fernando Weck dos Santos.

### Gestão 1986-1989
- Presidente: Helga Correa Pereira
- Vice-Presidente: Glenda Pereira da Cruz
- Primeira Diretora Secretária: Nara Helena N. Machado
- Segunda Diretora Secretária: Ilse Rosito Dicki
- Primeiro Diretor Tesoureiro: Jorge Freitas Borges
- Segundo Diretor Tesoureiro: Heitor da Costa Silva
- Suplentes: Mairis Cavalheiro, Marco Antonio Schuck, Genoveva Maya Fruet, Marta Pedreira Ghezzi, Margareth Vazatta Macchi Silva, Silvio Arnoldo Dicki Jantzen
- Conselho Fiscal: Fernando Gonzáles, Silvia Maria Carpenedo, Jane Tasssinari
- Conselho Fiscal Suplentes: Regina Galbinski, Clovis Ilgenfritz da Silva, Paulo Edi Rivero Martins
- DELEGADOS REPRESENTANTES DA FNA: Efetivos: Eduardo Nunes Vieira, Lucia Dóris Anicet Lisboa; Suplentes: Hermes de Assis Puricelli, Nívea Maria Oppermann
- DELEGACIAS: Caxias do Sul – Titular: Vera Lúcia Dutra Vila Santos; Santa Maria – Titular: Flávio Medina; Passo Fundo – Titular: Paulo Severo

### Gestão 1989-1992
- Presidente: Eduardo Nunes Vieira
- Vice-Presidente: José Francisco Fogaça Thormann
- Primeira Diretora Secretária: Helga Corrêa Pereira
- Segunda Diretora Secretária: Maria Virginia Pezzi
- Primeira Diretora Tesoureira: Deonice Romero dos Santos
- Segundo Diretor Tesoureiro: Paulo R. Nascimento da Silva
- Suplentes: Jorge Konrad, Marta Ghezzi, Renato Cardoso da Silva, Homero Dall’Agnol, Eduardo Bimbi e Ana Luiza Montalvão Chaves
- Conselho Fiscal: Nívea Maria Oppermann, Fernando Gonzalez e Marco Antônio Schuck
- Conselho Fiscal Suplente: Hermes de Assis Puricelli, Luiz Felipe Helfer e Ilse Rosito Dicki
- Delegados Representantes da FNA: Titulares – Nara Helena Machado, Ruth Konitz Suplentes – Glenda Pereira da Cruz, Fernando Weck dos Santos
- Conselheiros do SAERGS no Crea-RS: Titular – Eduardo Bimbi; Suplente – Sérgio Horst

### Diretoria provisória, 1992
- Presidente: Eduardo Bimbi
- Tesoureira: Deonice Romero dos Santos
- Secretários: Ilton Luis Schuler da Silva e José Carlos da Rosa (mas a ata da AG de 11 de junho de 1992 define-os como secretários)
- Conselho Fiscal: Fernando Gonzalez, João Vicente Kafer e Sérgio Horst

### Gestão 1992-1995
- Presidente: Sérgio Horst
- Vice-Presidente: Renato Cardoso da Silva
- Primeiro Diretor Secretário: Ilton Luis Schuler da Silva
- Segundo Diretor Secretário: João Vicente Kafer (que posteriormente ocupa o cargo de Primeiro Diretor Secretário)
- Primeiro Diretor Tesoureiro: Ana Luiza Montalvão Chaves
- Segundo Diretor Tesoureiro: José Carlos da Rosa
- Suplentes: Wanderley Alíbio (que posteriormente ocupa o cargo de vice-presidente), Sérgio Luiz Zimermann, Paulo Henrique Cesarino Cardoso Soares, Fernando Gonzalez, Paulo Antonio Bussi de Severo, André Huyer (que posteriormente ocupa o cargo de Segundo Diretor Secretário)
- Conselho Fiscal: Nara Helena Machado, Nívea Oppermann, Marco Antonio Schuck, Luis Henrique Schuler da Silva, Eduardo Nunes Vieira e Glenda Pereira da Cruz
- Representantes da FNA: Sérgio Horst, Renato Cardoso da Silva, Ilton Luis Schuler da Silva, João Vicente Kafer

### Gestão 1995-1998
- Presidente: Sérgio Horst
- Vice-presidente: Juarez Ribeiro
- Primeiro Diretor Secretário: André Huyer
- Segundo Diretor Secretário: Fernando González (falecido antes de tomar posse)
- Primeiro Diretor Tesoureiro: Wanderley Alíbio
- Segundo Diretor Tesoureiro: Werner Schneider (ocupa o cargo de Segundo Diretor Secretário)
- Suplentes: Eduardo Bimbi (ocupa o cargo de Segundo Diretor Tesoureiro), Nabor da Silva Ribeiro, Orildes Tres, André Fernando Muller (que não está no ofício encaminhado ao Oficial do Registro Especial em 14 de fevereiro de 1996), Fernanda Keunecke, Ingrid Elaine Horst Johann
- Conselho Fiscal: Suely Geremia, Deonice Romero dos Santos, Sérgio Amilcar Corvello Rodrigues, Margarete Terezinha Stahl

### Diretoria provisória, 1998
- Presidente: Juarez Ribeiro
- Vice-Presidente: Werner Schneider
- Primeiro Diretor Secretário: André Huyer
- Segundo Diretor Secretário: Nabor Ribeiro
- Primeiro Diretor Tesoureiro: Wanderley Alibio
- Segunda Diretora Tesoureira: Fernanda Keunecke
- Suplentes: Orildes Três, André Fernando Muller e Ingrid H. Johan.

### Gestão 1998-2001
- Presidente: Werner Schneider
- Vice Presidente: Wanderlei Alibio
- Primeira Diretora Secretária: Deonice Romero dos Santos
- Segundo Diretor Secretário: André Fernando Muller
- Primeira Diretora Tesoureira: Suely Geremia
- Segundo Diretor Tesoureiro: Cláudio Bernardes
- Suplentes: Paulo Francisco C. Ortega, César Fasoli, Orildes Três, Luís Carlos Seibert, Leila Azevedo da Silva, Volnei Salomão Vargas Martins
- Conselho Fiscal: Fernanda Keunecke, Osni Schroeder, Roberto S. A. Capelletti, Rubem Farias Viegas

### Diretoria provisória, 1999
- Presidente: André Fernando Muller
- Vice Presidente: Claudio Bernardes
- Primeiro Diretor Secretário: Cesar Fasoli
- Segundo Diretor Secretário: Paulo Ortega
- Primeira Diretora Tesoureira: Suely Geremia
- Segundo Diretor Tesoureiro: Luis Carlos Seibert
- Suplentes: Orildes Três, Leila Azevedo da Silva, Volnei Salomão Vargas Martins.

### Gestão 2001-2004
- Presidente: Cesar Fasoli
- Vice-Presidente: André Huyer
- Primeiro Diretor Secretário: Herculano de Almeida Barreto
- Segunda Diretora Secretária: Marilze Benvenuti
- Primeira Diretora Tesoureira: Suely Geremia
- Segundo Diretor Tesoureiro: Luis Carlos Seibert
- Suplentes: Orildes Três, Rosália Randazzo, Maria Amélia da Silva Rosa, Lina-Alméri Galtério P. Zoch Cavalheiro, Armando Rodrigues Costa, Ednezer Rodrigues Flores
- Conselho Fiscal: Rubem F. Viegas, Wilson Luiz Arcari, Lúcia C.B. Leitune
- Conselho Fiscal Suplente: Roberto Francisco A. Capeletti
- Conselheiro Representante no Crea-RS: Titulares: André Fernando Muller, Orildes Três. Suplentes: Rubem Farias Viegas, Marilze Benvenuti
- COMISSÕES: Comissão Revisão Código de Edificações – SMOV: Cesar Fasoli e Herculano de Almeida Barreto; Comissão Interna SAERGS, Código Edificações de Porto Alegre: Cesar Fasoli (coordenador), Herculano de Almeida Barreto, Lúcia Castelo Branco Leitune, Roberto Francisco A. Cappeletti, Rosália Randazzo; Comissão do Jornal: André Huyer (coordenador), Cesar Fasoli, Maria Amélia da Silva Rosa, Marilze Benvenuti, Rubem Farias Viegas; Comissão de revitalização do SAERGS: Cesar Fasoli (coordenador), André Huyer, Ednezer Rodrigues Flores, Lina-Almeri G.P.Z. Cavalheiro, Maria Amélia da Silva Rosa, Orildes Três, Rubem Farias Viegas; Comissão de Convênios: Rosália Randazzo (coordenadora), Cesar Fasoli, Maria Amélia da Silva Rosa; Comissão Demhab: Herculano de Almeida Barreto (conselheiro titular), Maria Amélia da Silva Rosa (conselheiro suplente); Convênio Golden Cross: Suely Geremia (coordenadora), Luis Carlos Seibert, Marilze Benvenuti; Comissão Coordenadora do Cadastro dos Profissionais Arquitetos – CPA: Marilze Benvenuti (coordenadora), Herculano de Almeida Barreto, Maria Amélia da Silva Rosa, Rosália Randazzo ; Comissão Tabela de Honorários: Suely Geremia (coordenadora), André Fernando Muller, Armando Rodrigues da Costa, Lina-Alméri G.P.Z. Cavalheiro, Orildes Três, Wilson Luiz Arcari; Cadeia Produtiva na Indústria da Construção Civil (Sinduscon-POA): Luis Carlos Seibert (coordenador), Lina-Alméri G.P. Zoch Cavalheiro, Orildes Três; Comissão Convênio Estágio X Trabalho: Suely Geremia (coordenadora), Cesar Fasoli, Herculano de Almeida Barreto; Comissão de revisão do estatuto e regimento interno de conselheiros do Crea-RS: Maria Amélia da Silva Rosa (coordenadora), Ednezer Rodrigues Flores, Lina-Alméri G.P. Zoch Cavalheiro, Luis Carlos Sibert, Orildes Três, Suley Geremia

### Gestão 2005-2007
- Presidente: Cesar Fasoli
- Vice-Presidente: André Fernando Müller
- Primeira Diretora Secretária: Marilze Benvenuti
- Segunda Diretora Secretária: Lina-Alméri Gauterio P. Zoch Cavalheiro
- Primeira Diretora Tesoureira: Suely Geremia
- Segundo Diretor Tesoureiro: Ednezer Rodrigues Flores
- Diretores Suplentes: Maria Amélia da Silva Rosa, Orildes Três, Herculano de Almeida Barreto, André Huyer, Armando Rodrigues Costa, Luis Carlos Seibert
- OUTRAS DIRETORIAS: Diretoria de Obras: Rosália Randazzo e Cesar Fasoli; Diretoria de Eventos: Fernanda Keunecke e Maria Amélia da S. Rosa; Diretoria de Divulgação: André Huyer e Luis Carlos Seibert; Diretoria de Convênios: Marilze Benvenuti e João de Oliveira Franco; Diretoria de Habitação de Interesse Social: Herculano de A Barreto e Maria Amélia da S. Rosa; Diretoria de Relações Sindicais, Trabalho e Legislação: Herculano de A Barreto e Ednezer Rodrigues Flores.

### Gestão 2008-2010
- Presidente: André Fernando Muller
- Vice-presidente: Rui Mineiro
- Primeira Diretora Secretária: Maria Amélia da Silva Rosa
- Segunda Diretora Secretária: Nirvana Rodrigues Mundt
- Primeira Diretora Tesoureira: Marilze Benvenuti
- Segundo Diretor Tesoureiro: Cláudio Bernardes
- Diretores Suplentes: Armando Rodrigues Costa, Paulo Fernando do Amaral Fontana, Augusto Cesar Mandagaran de Lima, Fábio Boni, Cezar Nogueira de Carvalho, Lina-Alméri Gautério Paganelli Zoch Cavalheiro.
- Conselho Fiscal: Cyrillo Crestani, Wilson Luiz Arcari, Alvino Jará
- Conselho Fiscal Suplente: Francisco Pires Neves

### Gestão 2011-2013
- Diretor Presidente: Cicero Alvarez
- Diretor Vice-Presidente: Oritz Adriano Adams de Campos
- Primeiro Diretor Secretário: Bruno Cesar Euphrasio de Mello
- Segundo Diretor Secretário: Cristiano Viegas Centeno (que se licencia do cargo)
- Primeira Diretora Tesoureira: Lúcia Maria Banhos Fasoli
- Segunda Diretora Tesoureira: Maria Anunciada Marques Sessegolo
- Suplentes: Nelson Moraes da Silva Rosa (que posteriormente ocupa o cargo de Diretor Segundo Secretário), Ednezer Rodrigues Flores, Valdir Lara de Andrade Jr., Núbia Margot Menezes Jardim, Bruno dos Santos Cerezer, Julio Ariel Guigou Norro
- Conselho Fiscal: Cyrillo Severo Crestani, Nestor Torelly Martins, José Carlos Pereira da Rosa
- Conselheiro Fiscal Suplente: Arnaldo Knijnik

### Gestão 2014-2016
- Diretora Presidente: Andréa dos Santos
- Vice-Diretor Presidente: André Huyer
- Diretora Secretária: Maríndia Girardello
- Vice-Diretor Secretário: Hermes Puricelli
- Diretora Financeira: Maria Teresa Peres de Souza
- Vice-Diretora Financeira: Juliana Betemps Vaz da Silva
- Diretor de Relações Sindicais e Institucionais: Cicero Alvarez
- Vice-Diretora de Relações Sindicais e Institucionais: Marcelle Engler Bridi
- Diretora de Comunicação: Gislaine Saibro
- Vice-Diretor de Comunicação: Guilherme Osterkamp
- Diretor de Formação Técnica, Estudos e Pesquisas: Marcelo Petrucci Maia
- Vice-Diretor de Formação Técnica, Estudos e Pesquisas: Rinaldo Barbosa
- Diretor de Assuntos Trabalhistas: João Marcelo Osório
- Vice-Diretora de Assuntos Trabalhistas: Rosane Gomes de Moraes
- Conselho Fiscal: Bruno Cesar Euphrasio de Mello, Nestor Torelly Martins, Lúcia Maria Banhos Fasoli.
- Conselho Fiscal Suplente: Maria Anunciada Marques Sessegolo, Jacques Gerchman e Fernando Roberto Schwartzer

## Premiação Arquiteto e Urbanista do Ano
A premiação do ‘’Arquiteto e Urbanista do Ano’’ surgiu com a finalidade de destacar profissionais que exercem com excelência seu ofício. Promove o reconhecimento pela trajetória profissional ou por feitos de destaque no ano. A iniciativa foi idealizada pelo arquiteto e urbanista André Huyer e logo acatada pela diretoria da época. Inicialmente, o prêmio intitulava-se “Arquiteto do Ano”. No entanto, no ano de 2011, a diretoria optou por ampliar o nome para “Arquiteto e Urbanista do Ano”. A intenção foi referir-se à profissão conforme a lei 12.378/10, que regulamenta o exercício da arquitetura e urbanismo no país, dando maior visibilidade às atribuições profissionais. No ano de 2013 foram criadas as seguintes categorias para a premiação: Categoria trajetória profissional; Categoria jovem profissional; Categoria obra, ação ou trabalho destaque.

### Lista dos premiados com o título de Arquiteto e Urbanista do Ano
- 1996 – Arquiteto do Ano: Alberto Giusepe Pio Adomilli
- 1997 – Arquiteto do Ano: Francisco Pedro Bopp Simch
- 1998 – Arquiteto do Ano: César Dorfman
- 1999 – Arquiteto do Ano: Cláudio Luiz Gomes de Araújo
- 2000 – Arquiteto do Ano: Moacyr Moojen Marques
- 2001 – Arquiteto do Ano: Emil Achutti Bered
- 2002 – Arquiteto do Ano: Carlos Maximiliano Fayet
- 2003 – Arquiteto do Ano: Clovis Ilgenfritz da Silva
- 2004 – Arquiteto do Ano: Dalton R. Pacheco Bernardes e Júlio Ramos Collares
- 2005 – Arquiteto do Ano: Irineu Breitmann
- 2006 – Arquiteto do Ano: Edegar Bittencourt da Luz
- 2011 – Arquiteto e Urbanista do Ano: Ivan Gilberto Borges Mizoguchi
- 2012 – Arquiteta e Urbanista do Ano: Célia Ferraz de Souza
- 2013 – Arquiteto e Urbanista do Ano – Categoria trajetória profissional: Vera Fabrício de Carvalho; Categoria jovem profissional: Camila da Rocha Thiesen; Categoria obra, ação ou trabalho destaque: Projeto de Extensão Arquitetura e Comunidade, Faculdade de Arquitetura, Feevale
- 2014 – Arquiteto e Urbanista do Ano – Categoria Trajetória Profissional: Júlio Nicolau Barros de Curtis; Categoria jovem profissiona’: Carolina Flach Souza Pinto; Categoria obra, ação ou trabalho destaque: Emilio Merino Dominguez e o deputado estadual Vinicius De Tomasi Ribeiro pelo trabalho e ação de discussão de política estadual de mobilidade urbana, que resultou na elaboração da PL66/2013